# Église Sainte-Madeleine de Briffons
L'église Sainte-Madeleine est une église catholique située dans la commune de Briffons, dans le département du Puy-de-Dôme, en France.

## Localisation
L'église est située dans le village de Briffons en bordure de la route départementale 82.

## Historique
L'église bâtie au XIIe siècle est celle d'un prieuré (Prioratum d'Aprifontis) dépendant de l'abbaye bénédictine de Port-Dieu, en Limousin. Quelques éléments romans de la nef sont conservés lorsqu'elle est profondément modifiée en style gothique au XVe siècle. En 1719, elle est léguée par le prieur au petit séminaire de Clermont. Le clocher, reconstruit dans les années 1870, est plus récent et les vitraux datés de 1886 sont l'œuvre de Félix Gaudin.
L'édifice est inscrit au titre des monuments historiques le 21 août 1992.

## Architecture
Comme pour nombre d'églises chrétiennes, l'édifice est orienté est-ouest.
L'église est de forme allongée. À l'ouest, le clocher surplombe le narthex qui précède la nef, longue de deux travées, prolongée par le chœur avec chevet hémicirculaire. Au sud s'ouvre le portail gothique.

## Galerie de photos

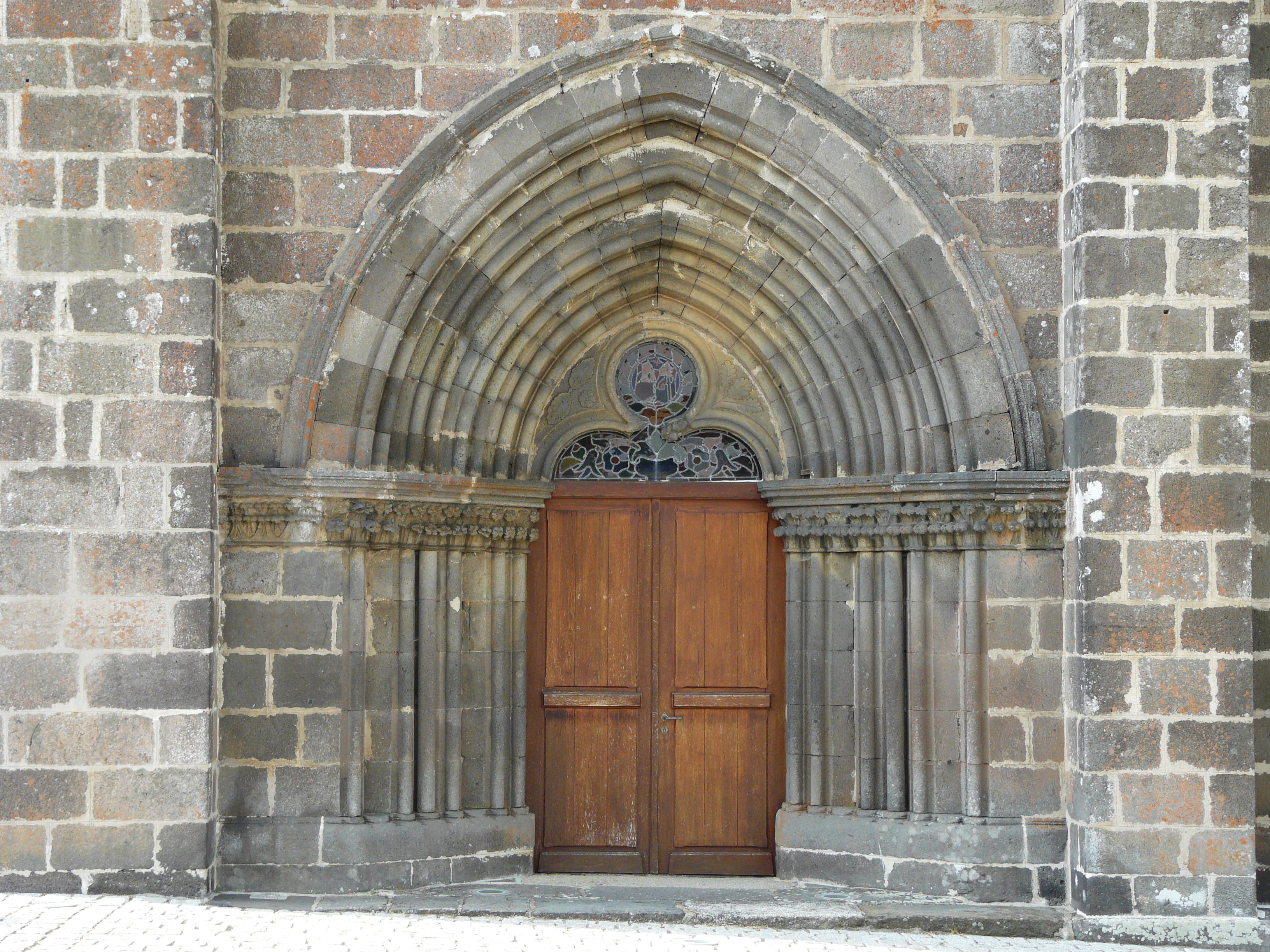
Le portail.
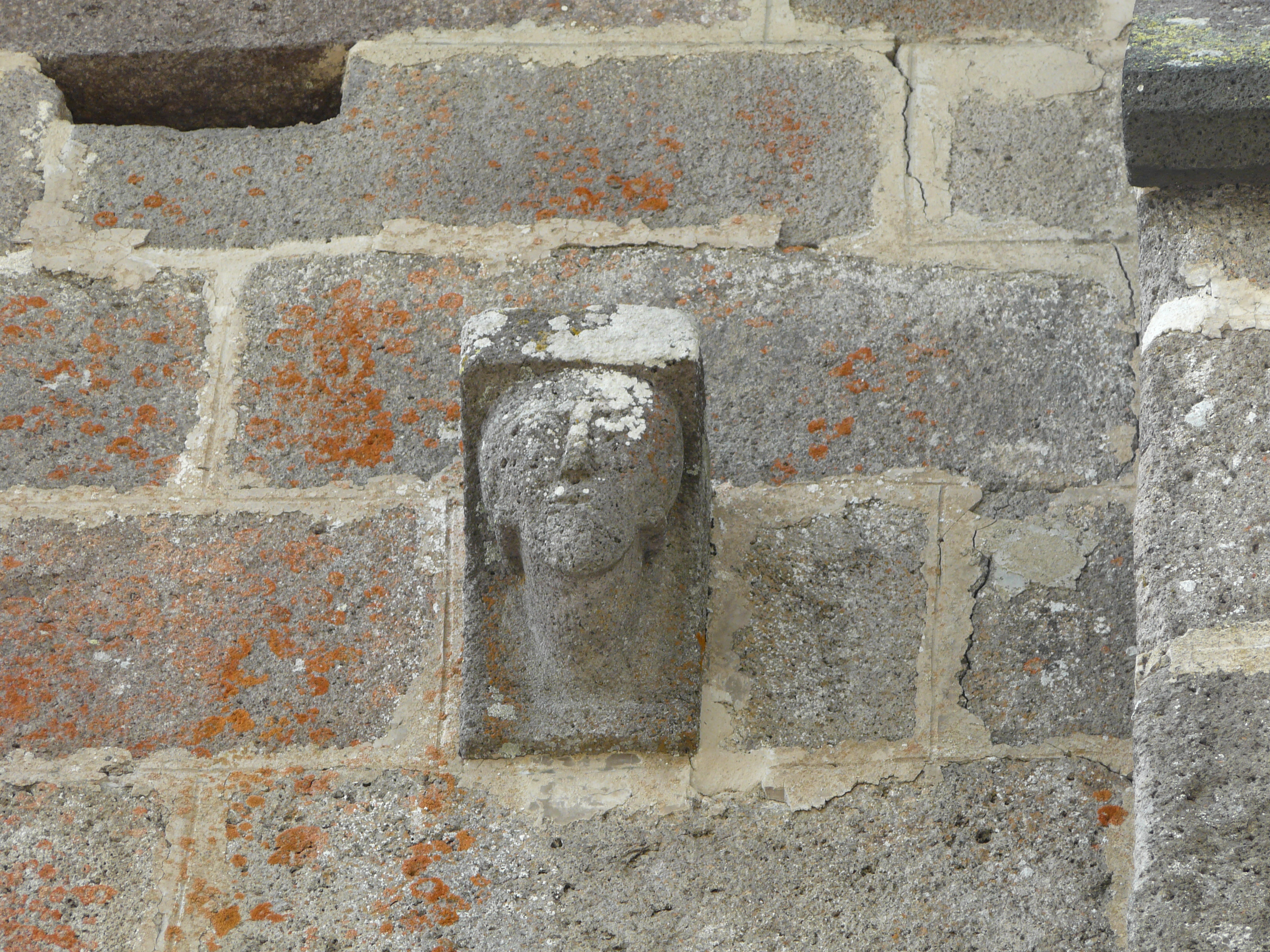
Un modillon.